# Dan Mintz
Pour les articles homonymes, voir Mintz.
Daniel "Dan" Mintz est un acteur, humoriste, scénariste et producteur américain né le 1er avril 1981 à Anchorage, en Alaska (États-Unis).

## Filmographie

### en tant que scénariste
- 2005 : Crank Yankers (série télévisée, 22 épisodes)
- 2005-2006 : The Andy Milonakis Show (série télévisée, 16 épisodes)
- 2006-2007 : Lucky Louie (série télévisée, 12 épisodes)
- 2008 : Comedy Central Presents (série télévisée, 1 épisode)
- 2007-2008 : Human Giant (série télévisée, 14 épisodes)
- 2009 : Important Things with Demetri Martin (série télévisée, 17 épisodes)
- 2007-2010 : Shutterbugs (série télévisée, 5 épisodes)
- 2010 : 2010 MTV Movie Awards (film TV)
- 2010 : Night of Too Many Stars: An Overbooked Concert for Autism Education (film TV)
- 2011 : Jon Benjamin Has a Van (série télévisée, 10 épisodes)
- 2011 : Pretend Time (série télévisée, 1 épisode)
- 2013 : Nathan for You (série télévisée, 8 épisodes)

### en tant que producteur
- 2010 : Important Things with Demetri Martin (série télévisée, 10 épisodes)
- 2013 : Nathan for You (série télévisée, 4 épisodes)

### en tant qu'acteur
- 2010 : Important Things with Demetri Martin (série télévisée, 2 épisodes)
- 2011 : Pretend Time (série télévisée, 1 épisode)
- 2011-2013 : Bob's Burgers (série télévisée, 47 épisodes)
- 2013 : Adventure Time with Finn & Jake (série télévisée, 1 épisode)